# 양달승
양달승(梁達承, 1928년 3월 25일~2009년 2월 26일)은 대한민국의 정치인이다. 제7대 국회의원을 지냈다.
전라남도 순천 출생이고 본관은 제주(濟州)이며 호(號)는 우학(又學)이다.

## 학력
- 서울 세브란스 의과대학교 학사 (내과 전공)
- 연세대학교 대학원 국제법학과 법학석사

## 경력
- 국제연합세계학생연맹제4차총회한국학생대표
- 제1차일본어부300명송환단장
- 주영한국대사관3등서기관
- 외무부기획관(서기관)
- 구주지역재외공관사무감사관
- 대통령정무비서관
- 한일회담대표(일본동경)
- 제20차유엔총회한국대표단고문

## 역대 선거 결과
|  | 51.66% |

|  | 49.6% |

|  | 5.01% |

## 참고 자료
- 대한민국 헌정회
- 양달승 - 대한민국헌정회